# La Temperanza

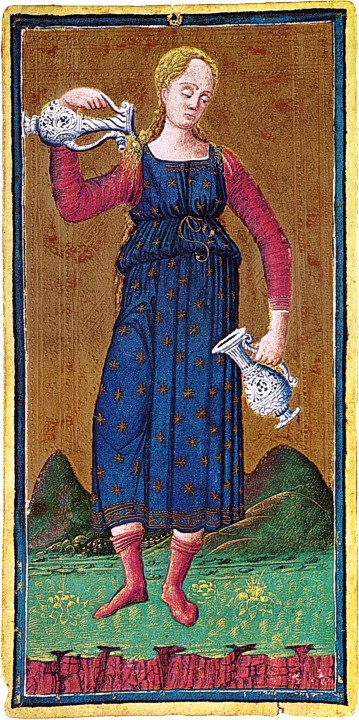
La temperanza nel mazzo Visconti-Sforza.

La Temperanza è la quattordicesima carta degli arcani maggiori dei tarocchi.

## Rappresentazioni
Solitamente è rappresentata come una figura femminile che travasa dell'acqua da un recipiente in un altro. La figura può diventare un angelo o una dea in alcune rappresentazioni, mentre i recipienti sono solitamente due anfore o due coppe.
Nei mazzi Visconti-Sforza questa donna è l'allegoria della temperanza o moderazione, una delle virtù cardinali del Cattolicesimo. In seguito allo sviluppo pittorico e all'analisi esoterica dell'immagine a questa figura sono state in seguito attribuite la ricerca di equilibrio, diventare coppa per accogliere.